# Instytut Pamięci Narodowej przy Prezydium Rady Ministrów
Instytut Pamięci Narodowej przy Prezydium Rady Ministrów (IPN) – instytucja historyczna funkcjonująca w Warszawie latach 1945–1950.

## Historia
Formalnie powołano ją w listopadzie 1944 przez Polski Komitet Wyzwolenia Narodowego. Była podporządkowana resortowi oświaty. Instytucja działała pod tą nazwą do lipca 1948, gdy przekształcono ją w Instytut Historii Najnowszej. Działalność obejmowała niemieckie zbrodnie wojenne, kolaborację Polaków z okupantem, a także historię Polski w latach 1863–1945 ze szczególnym podkreśleniem roli rewolucyjnego ruchu robotniczego. Celem placówki było badanie genealogii Polski Ludowej. Instytut wydawał pismo „Dzieje Najnowsze”. Pomysłodawcami byli Jerzy Kornacki (dyrektor do 10 września 1946) i Helena Boguszewska. Faktycznie od 1945 do końca działalności IPN kierował jako wicedyrektor, a później jako dyrektor Stanisław Płoski. Współpracowali z nim: Władysław Bartoszewski, Adam Borkiewicz, Janusz Durko, Krzysztof Dunin-Wąsowicz, Zygmunt Gross, Tadeusz Jabłoński, Witold Kula, Henryk Wereszycki, Jerzy Żłobicki. Instytut Pamięci Narodowej przy Prezydium Rady Ministrów skupiał badaczy utożsamiających się z niepodległościowym socjalizmem. Będąc niewygodny dla władz stalinowskich został rozwiązany.